# Nævn
Et nævn er (ligesom et udvalg) en gruppe af udvalgte (udnævnte) personer, som holder møder (samles) for at varetage en opgave.
Sammenlignet med et udvalg er et nævn normalt af mere permanent karakter, og typisk er et nævn oprettet for at administrere og træffe afgørelser på et bestemt område. Nævnets afgørelser træffes på møder, hvor nævnets medlemmer når frem til enighed, eller afgør de enkelte sager ved afstemning.
Til et nævn udpeges normalt personer der repræsenterer forskellig baggrund eller interesser i forhold til nævnets arbejdsområde. Ofte udpeges nævnets formand blandt personer med en særlig neutral eller uvildig baggrund, og ofte også med en juridisk baggrund, typisk en dommer (eller en person der opfylder de almindelige betingelser for at være dommer).
Visse nævn kan have en karakter, der ligner en domstol. Visse (andre) nævn fungerer således, at en behandling i nævnet kan være et alternativ til en retssag ved en domstol.
Et nævn kan være et organ inden for den offentlige forvaltning. Eller et nævn kan være en privat ordning/organisation som varetager en "samfundsnyttig" opgave. Et privat nævn kan være oprettet ("nedsat") af en brancheorganisation, ofte i samarbejde med en forbrugerorganisation, og nogle private nævn har status som godkendte i henhold til lovgivning på det pågældende område, og/eller er godkendt af et ministerium.
Nogle nævn er organiseret med en sekretær eller sekretariat, som forbereder sagerne til forelæggelse for selve nævnet på dets møder. I bestemmelserne/vedtægterne for et nævn (fx et ankenævn) er der normalt regler om habilitet, og der kan der være regler om udpegning af sagkyndige, som kan bistå ved forberedelse eller behandling i nævnet.
Antallet af medlemmer af et nævn er normalt lille, dels af praktiske grunde, dels for at lette behandlingen på møderne. Et typisk ankenævn på forbrugerområdet har fem medlemmer: To repræsentanter for forbrugerinteresser og to repræsentanter for erhvervsinteresser samt en formand, der opfylder betingelserne for at være dommer.
Ordet nævn benyttes også i navnet på visse organer, som ikke (eller ikke længere) er baseret på et nævn/udvalg i betydningen en samling af udvalgte/udnævnte personer, der behandler sager på sine møder.
Et paritetisk nævn er et nævn med lige mange repræsentanter for hver part i sagen eller på området.

## Eksempler på nævn
Eksempler i den danske offentlige forvaltning er Adoptionsnævnet, Ligebehandlingsnævnet, Studienævn (på universiteterne) og Fredningsnævn (et for hvert amt, dvs. to eller tre i hvert af de nuværende regioner).
Dansk Sprognævn er en statsinstitution som består af et repræsentantskab, en bestyrelse og et forsknings- og informationsinstitut. Dansk Sprognævn er således ikke et nævn i betydningen et udvalg (en persongruppe), der mødes for samlet at administrere/beslutte.
Advokatnævnet har en speciel status. Det er oprettet af Advokatsamfundet, som i princippet er en privat interesseorganisation, men reguleret af retsplejeloven, ligesom selve Advokatnævnet er lovbestemt, dvs. oprettet og drevet efter reglerne i retsplejeloven.
Eksempler på danske private nævn (altså nævn uden for den statslige, regionale og kommunale forvaltning) er ankenævn som Pakkerejse-Ankenævnet og Ankenævnet for Forsikring.
Dansk Varefakta Nævn er en selvejende organisation, som driver virksomhed under navnet Dansk Varefakta. Dansk Varefakta Nævn er således ikke et nævn i betydningen et udvalg (en persongruppe), der mødes for samlet at administrere/beslutte.